# Hulkur, Malur
Hulkur là một làng thuộc tehsil Malur, huyện Kolar, bang Karnataka, Ấn Độ.